# 쇼트키 트랜지스터

기호

쇼트키 트랜지스터(schottky transistor, schottky-clamped transistor라고도 함)는 BJT와 쇼트키 다이오드(schottky diode)를 결합한 트랜지스터이다. 쇼트키 다이오드에 의해 과도한 포화모드의 전류가 흐리지 않도록 동작한다. 따라서 일반 트랜지스터 비해 고속 동작이 가능하다. 논리게이트 등에 적용하여 빠른 상태변화가 가능하도록 동작한다.
TTL의 74S, 74LS에 널리 사용되었다.

## 구조

소자 구조.

쇼트키 다이오드와 BJT가 결합.

보통의 접합형 트랜지스터를 사용하여 논리회로를 구성할 때, 차단모드와 포화모드를 사용한다. 출력을 논리 L로 유지하기 위해 포화모드를 사용한다. 반대로 출력을 논리 H로 하기 위해 차단모드로 동작하는 구조가 필요하다. 이 논리 상태에서 H와 L상태 변화 시, 포화모드가 되기 위해 베이스의 전류가 필요한데 전류는 전하의 축적으로 나타난다. 이 전하 축적이 고속동작할 때, 문제를 일으킨다. 포화모드와 차단모드 변화 시, 축적된 전하가 방전되는 시간이 필요한데 이것이 논리소자의 신호 전파속도지연(propagation delay)을 일으킨다.
쇼트키 트랜지스터는 이 전하의 축적을 보다 더 적게하기 위해 쇼트키 다이오드를 추가하는 구조를 사용한다.
전하 축적을 적게하여 전류를 일반 BJT보다 적게 흐르지만 빠를 전환이 가능하다.
대신 포화모드의 동작전압은 일반 접합형 트랜지스터보다 더 높게 동작한다.

## 같이 보기
- 영어: Ohmic contact
- 쇼트키 장벽(Schottky barrier)
- 쇼트키 다이오드